# 30 novembre 1933
Le jeudi 30 novembre 1933 est le 334e jour de l'année 1933.

## Naissances
- Claude Neuschwander, entrepreneur français
- Hans Georg Niemeyer (mort le 5 septembre 2007), archéologue allemand
- Jeanloup Sieff (mort le 20 septembre 2000), photographe français
- Norman Deeley (mort le 7 septembre 2007), footballeur anglais

## Décès
- Arthur Currie (né le 5 décembre 1875), militaire canadien
- Harry de Windt (né le 9 avril 1856), aventurier britannique
- Isota Kamura (né le 15 décembre 1897), écrivain japonais

## Événements
- Création du tramway de Novokouznetsk